# Sextus Afranius Burrus
Pour les articles homonymes, voir Burrus.
Sextus Afranius Burrus est un chevalier romain. Administrateur des biens de l'impératrice Livie, il est nommé préfet du prétoire par l'empereur Claude en 51. Allié à Sénèque, il exerce selon Tacite une influence modératrice au début du règne de Néron, et décède en 62, de mort naturelle.

## Biographie
La date de naissance de Burrus n'est pas déterminée avec précision, elle se situe entre 10 av. J.-C. et 7 apr. J.-C. Il est originaire de Vasio Vocontiorum (actuelle Vaison-la-Romaine) en Gaule narbonnaise, dont il est le patron, selon une inscription de Vasio. Selon Meffre, son père, ou plutôt son grand-père,  pourrait avoir servi comme auxiliaires voconses sous le commandement de Lucius Afranius, légat de Pompée, et obtenu ainsi la citoyenneté romaine et la patronyme Afranius.
Après avoir servi comme tribun militaire, il devient procurateur, administrant une des propriétés de la res privata de l'impératrice Livie jusqu'à la mort de celle-ci en 29 apr. J.-C. Selon Hans-Georg Pflaum, cette propriété serait en Chersonèse de Thrace (aujourd'hui presqu'île de Gallipoli), localisation que Ségolène Dumougin juge conjecturale. 
En 41, Claude le nomme procurateur en Galatie Pamphylie, riche province d'Asie mineure. Une inscription honorifique découverte à Aksu (actuelle Turquie) témoigne de sa présence dans cette province.
La fortune de Burrus est probablement considérable, grâce à ses fonctions lucratives comme procurateur, et vu les localisations variées de ses affranchis dont témoignent des inscriptions à Vasio, à Lucques, à Attiggio, à Rome. Selon l'usage de l'évergésie, Burrus a pu faire profiter de sa richesse Vasio dont il est le patron, peut-être selon Y. de Kisch en finançant la construction du théâtre municipal.
En 51, à l'instigation d'Agrippine selon Tacite, Claude remplace les deux préfets du prétoire qu'elle juge trop dévoués à Britannicus. Leur successeur Burrus devient seul titulaire de cette charge.
Après la mort de Claude en 54, Burrus exerce avec Sénèque une influence positive durant les cinq premières années du règne de Néron. Mais après la mort de Britannicus (février 55), Burrus et Sénèque se partagent les maisons et les propriétés du jeune défunt, attitude étrange pour des responsables à la morale austère. Tacite insinue qu’il s’agit là d’un cadeau forcé de Néron visant à faire oublier le meurtre de Britannicus.
Burrus est préfet du prétoire pendant onze ans et meurt à ce poste en 62 de mort naturelle, des suites d’une maladie de la gorge, probablement un cancer. Suétone affirme que Néron lui envoya un poison en guise de remède pour sa gorge.